# Des gens qui s'embrassent
Ne doit pas être confondu avec Des gens qui passent.
Pour plus de détails, voir Fiche technique et Distribution.
Des gens qui s'embrassent est un film français réalisé par Danièle Thompson en 2013.

## Synopsis
Une famille juive se retrouve à l'occasion simultanée du mariage de la fille de Roni et du décès de l'épouse de son frère Zef.

## Fiche technique
- Titre : Des gens qui s'embrassent
- Réalisation : Danièle Thompson
- Scénario : Christopher Thompson
- Musique : Stephen Warbeck
- Photographie : Jean-Marc Fabre
- Société de production : Pathé
- Pays d'origine :  France
- Langue : français
- Genre : comédie
- Budget : 17 447 076 euros[1]
- Durée : 100 minutes
- Date de sortie :
  - France : 10 avril 2013

## Distribution
- Kad Merad : Roni Melkowitch
- Éric Elmosnino : Zef Melkowitch, frère de Roni, violoniste
- Lou de Laâge : Noga Melkowitch, fille de Zef et Irène, violoncelliste
- Max Boublil : Sam
- Monica Bellucci : Giuliana Melkowitch, épouse de Roni
- Valérie Bonneton : Irène, épouse de Zef, violoncelliste / Clarisse, sophrologue
- Clara Ponsot : Melita Melkowitch, fille de Roni et Guiliana, fiancée de Sam
- Ivry Gitlis : Aron
- Christian Hecq : Denis
- Alexis Michalik : Daniel

## Accueil
Avec un budget de plus de 17 millions d'euros, et descendu par la presse spécialisée, le film est un flop commercial et critique avec seulement 179 523 entrées enregistrées en Europe,,.